# Takazawa Yuya
Takazawa Yuya (sinh ngày 19 tháng 2 năm 1997) là một cầu thủ bóng đá người Nhật Bản.

## Sự nghiệp câu lạc bộ
Takazawa Yuya hiện đang chơi cho Thespakusatsu Gunma.